# Roridomyces lamprosporus
Roridomyces lamprosporus är en svampart som först beskrevs av Corner, och fick sitt nu gällande namn av Rexer 1994. Roridomyces lamprosporus ingår i släktet Roridomyces och familjen Mycenaceae.   Inga underarter finns listade i Catalogue of Life.